# Ourique (freguesia)
Ourique is een plaats (freguesia) in de Portugese gemeente Ourique en telt 3041 inwoners (2001).